# Méliphage à plumet blanc
Lichmera squamata
Espèce
Statut de conservation UICN

 LC  : Préoccupation mineure
Le Méliphage à plumet blanc (Lichmera squamata) est une espèce de passereau de la famille des Meliphagidae.

## Répartition
Il est endémique du sud des Moluques en Indonésie.

## Habitat
Il habite les forêts sèches tropicales et subtropicales, les forêts humides tropicales et subtropicales de basse altitude et les mangroves.